# Cratere Iuinia
Iuinia è un cratere sulla superficie di 4 Vesta.